# Graham Poll
Pour les articles homonymes, voir Poll.
Graham Poll est un arbitre de football anglais né le 29 juillet 1963 à Tring en Angleterre.
Sélectionné en tant qu'arbitre anglais pour la Coupe du monde de football 2006 en Allemagne, il a été très contesté dans ses choix pendant le Mondial après avoir infligé trois cartons jaunes au croate Josip Šimunić lors du match contre l'Australie (2-2). 
Il a annoncé qu'il n'arbitrerait plus de rencontres internationales.